# Эттинген (графство)

Графство Эттинген в 1250 г. (оранжевым)

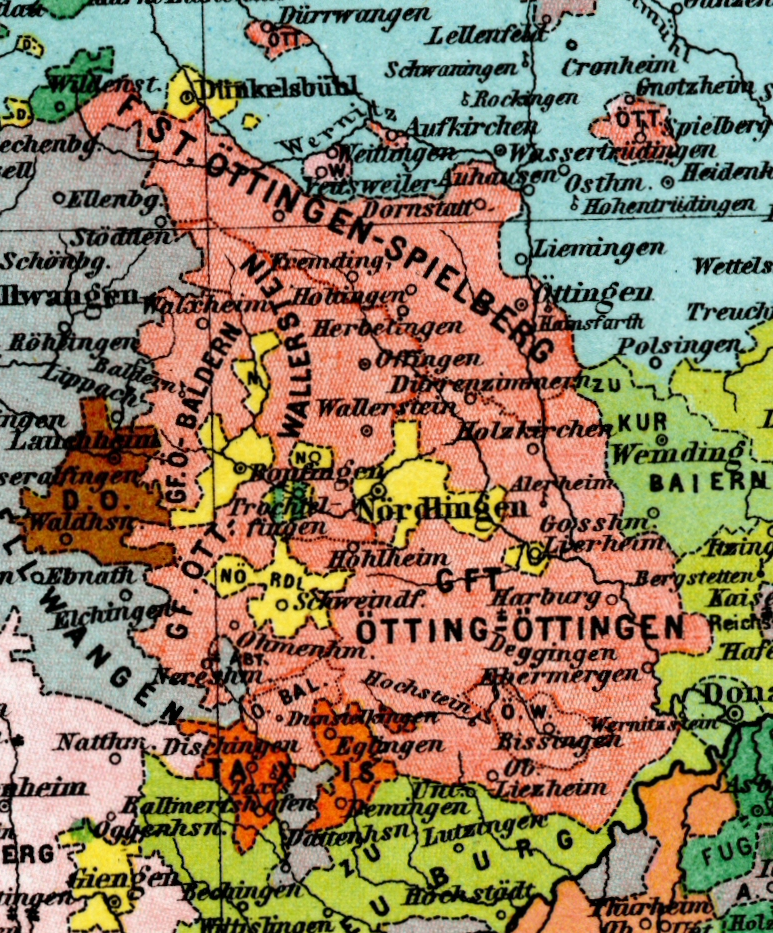

Графство Эттинген (нем. Grafschaft Oettingen (Öttingen)) — княжество Священной Римской империи со столицей в городе Эттинген-ин-Байерн.
Первые графы Эттингена, о которых имеются сведения — братья Людвиг I и Конрад I, упоминаются в 1147 году. Их владения располагались в южной Франконии.
В середине 13 века Эттингены получили бывшие королевские земли Харбург, Алерхайм, Валлерштайн и Катценштайн, отказавшись от большинства своих франконских территорий. Также они смогли присоединить часть владений епископов Эйхштетта.
В результате раздела 1423 года образовались графства Эттинген-Эттинген, Эттинген-Валлерштайн (1423—1517, к Эттингену) и Эттинген-Флохберг (1423—1549, к Эттингену).
В 1522 году род разделился на две линии: лютеранскую Эттинген-Эттинген (с 1674 имперские князья), получившую пять седьмых всех владений и вымершую в 1731, и католическую Эттинген-Валлерштайн. Резиденцией и тех, и тех оставался город Эттинген, разделенный таким образом на две части.
Род Эттинген-Валлерштайн в 1623 и 1694 году разделился на три линии:
- Эттинген-Валлерштайн (с 1774 имперские князья)
- Эттинген-Шпильберг (с 1734 имперские князья)
- Эттинген-Бальдерн (род вымер в 1798, его владения перешли к Эттинген-Валлерштайнам).

В 1806 году графство Эттинген было медиатизировано и включено в состав королевства Бавария.